# Swing-A-Ling Soundsystem
Swing-A-Ling Soundsystem var ett svenskt reggaekollektiv baserade i Stockholm, aktiva under 1990-talets första år. Bakom gruppen låg bland andra Desmond Foster och Torbjörn Karlsson.
De formades kring reggaeklubben med samma namn vilken drevs av Michael Goulos och Mikey Dodd. 
Gruppen gav under 1991 och 1992 ut en handfull singlar och maxisinglar samt 1992 albumet Swing-A-Ling Soundsystem volume 1 på Telegram Records Stockholm.
Gruppen hade många gästvokalister, bland dem Papa Dee, Daddy Boastin och ADL.